# 공용화기
공용화기는 보병이 장비하는 화기 중 비교적 대형으로 소규모 단위부대(중대급 이하)의 전술적 목적을 달성하기 위해 운용한다. 개인화기의 반대 개념이다.

## 종류
- 중기관총
- 유탄발사기
- 고속유탄발사기
- 박격포
- 무반동총
- 대전차화기

## 같이 보기
- 보병
- 개인화기
- 소화기